# 糖城 (愛達荷州)
糖城（英語：Sugar City）是一個位於美國愛達荷州麥迪遜縣的城市。

## 地理
糖城的座標為43°52′20″N 111°44′50″W / 43.87222°N 111.74722°W，而該地的平均海拔高度為1422米（即4895英尺）。

## 人口
根據2010年美國人口普查的數據，糖城的面積為4.45平方千米，當中陸地面積為4.43平方千米，而水域面積為0.02平方千米。當地共有人口1514人，而人口密度為每平方千米340.22人。